# Cupid (chanson de Sam Cooke)
Pour les articles homonymes, voir Cupid.
Singles de Sam Cooke
That's It, I Quit, I'm Moving On
(1961) Feel It
(1961)
Cupid est une chanson du chanteur américain Sam Cooke.
Publiée en single (sous le label RCA Victor) en juillet 1961, elle a atteint la 12e place du Hot 100 du magazine musical américain Billboard, passant en tout 17 semaines dans le chart.
En 2004, Rolling Stone a classé cette chanson, dans la version originale de Sam Cooke, 452e sur la liste des « 500 plus grandes chansons de tous les temps ». (En 2010, le magazine rock américain a mis à jour sa liste, maintenant la chanson est 458e.)

## Composition
La chanson a été écrite par Sam Cooke. L'enregistrement de Sam Cooke a été produit par Hugo et Luigi.